# Notářská komora České republiky
Notářská komora České republiky je právnická osoba sdružující všechny regionální notářské komory na území České republiky, která reprezentuje notáře na celostátní úrovni. Jednotliví notáři nejsou členy Notářské komory České republiky, nýbrž vždy příslušné regionální notářské komory, které jsou zřízeny v obvodu každého krajského soudu a jejichž obvody a sídla se shodují s obvody a sídly těchto soudů. Sídlem Notářské komory České republiky je Praha. Její příjmy tvoří příspěvky osmi regionálních notářských komor, dary a jiné příjmy; výši příspěvků placených regionálními notářskými komorami stanoví sněm. Notářská komora České republiky vydává notářský časopis Ad notam.
Notářská komora České republiky vznikla v roce 1993. Při jejím vzniku stáli zejména státní notáři JUDr. Miloslav Jindřich, JUDr. Martin Šešina a JUDr. Martin Foukal a bývalý státní notář JUDr. Jiří Brázda.[zdroj?]

## Orgány
Notářská komora České republiky má tyto orgány:
- sněm
- prezídium
- prezidenta
- revizní komisi (předsedou je JUDr. Josef Burda)
- kárnou komisi (předsedou je Mgr. Erik Mrzena)

Nejvyšším orgánem Notářské komory České republiky je sněm, tvořený prezidenty osmi regionálních notářských komor a delegáty volenými kolegiem každé regionální notářské komory (vždy jeden delegát na každých i započatých 20 členů notářské komory). Brněnská komora má pět delegátů, komora pro hlavní město Prahu a ostravská komora po čtyřech delegátech, českobudějovická komora dva delegáty a ostatní po třech degátech.
Prezídium jako řídící a výkonný orgán je tvořeno prezidenty osmi regionálních notářských komor a dále pěti členy volenými sněmem z řad delegátů regionálních notářských komor.
Prezidentem Notářské komory České republiky byl od jejího vzniku až do roku 2014 JUDr. Martin Foukal, poté jej vystřídal Mgr. Radim Neubauer. Viceprezidentem Notářské komory České republiky byl podobně od jejího vzniku JUDr. Miloslav Jindřich, vystřídaný Mgr. Pavlem Bernardem. Čestným prezidentem byl až do své smrti JUDr. Jiří Brázda.
Kromě revizní a kárné komise zřizuje prezídium ještě další komise:
- legislativní komise (předsedou je Mgr. Pavel Bernard)
- mezinárodní komise (předsedou je Mgr. Martin Říha)
- komise pro vzdělávání (předsedou je Mgr. Luboš Holík)
- komise dohledu (předsedkyní je JUDr. Věra Sáblíková)